# Soplo de vida
Pour plus de détails, voir Fiche technique et Distribution.
Soplo de vida est un film colombien réalisé par Luis Ospina, sorti en 1999.

## Fiche technique
- Titre français : Soplo de vida
- Réalisation : Luis Ospina
- Scénario : Luis Ospina et Sebastián Ospina
- Pays d'origine : Colombie
- Format : Couleurs - 35 mm
- Genre : drame, thriller
- Durée : 110 minutes
- Date de sortie : 1999

## Distribution
- Fernando Solórzano : Emerson Roque Fierro, le détective
- Flora Martínez : Golondrina / Pilar, la femme morte
- Robinson Díaz : Jacinto, le travesti
- Constanza Duque : Irene de Domingo, la femme mystérieuse
- César Mora : Magician, l'homme aveugle
- Álvaro Rodríguez : John Jairo Estupiñán, l'officier de police
- Álvaro Ruiz : Medardo Ariza, le politicien
- Edgardo Román : Óscar 'Hammer' López, le boxeur
- Juan Pablo Franco : José Luis Domingo, le combattant de taureau
- César Badillo : Hugo Mora Sastoque, le chauffeur de taxi
- Jaime Iván Paeres : le gros homme
- Frank Beltran : Arley
- Mónica Campo : le tenancier de bar
- Rosario Jaramillo : l'employé de casino